# Bowron River
Der Bowron River ist ein linker Nebenfluss des Fraser River in der kanadischen Provinz British Columbia.

## Flusslauf
Der Bowron River entspringt im Zentrum des Bowron Lake Provincial Parks an der Nordostflanke des Mount Foreman westlich des Isaac Lake. Er fließt anfangs in westlicher Richtung und durchfließt den Bowron Lake in nördlicher Richtung. Anschließend setzt er seinen Kurs in nordwestlicher Richtung durch das Interior Plateau fort. Er fließt westlich am Purden Lake vorbei, dessen Abfluss in ihn mündet. Dort kreuzt der Yellowhead Highway (British Columbia Highway 16) den Flusslauf. Kurz darauf wendet sich der Bowron River nach Nordosten und mündet nach 200 km gegenüber von McGregor in den Fraser River. Der Fluss entwässert ein Areal von etwa 3550 km². Der mittlere Abfluss unterhalb des Box Canyon beträgt 65 m³/s. 